# 弗兰卡维拉安吉托拉
弗兰卡维拉安吉托拉（義大利語：Francavilla Angitola），是意大利维博瓦伦蒂亚省的一个市镇。总面积28平方公里，人口2044人，人口密度73.0人/平方公里（2009年）。